# Festival cinematografico internazionale di Mosca 2012
La 34ª edizione del Festival cinematografico internazionale di Mosca si è svolta a Mosca dal 21 al 30 giugno 2012.
Il Giorgio d'Oro fu assegnato al film inglese Junkhearts diretto da Tinge Krishnan.

## Giuria
- Héctor Babenco ( Brasile - Presidente della Giuria)
- Sergej Loban ( Russia)
- Jean-Marc Barr ( Francia)
- Adriana Chiesa Di Palma ( Italia)
- Javor Gardev ( Bulgaria)

## Film in competizione
| Film                           | Regista             | Nazione                        |
| ------------------------------ | ------------------- | ------------------------------ |
| 80 Millionow                   | Waldemar Krzystek   | Polonia                        |
| Shi Liu Shu Shang Ошу ying Tao | Li Chen             | Cina                           |
| ACAB - All Cops Are Bastards   | Stefano Sollima     | Italia, Francia                |
| Fecha de caducidad             | Kenya Márquez       | Messico                        |
| Jiokhwa                        | Sang-woo Lee        | Corea del Sud, Filippine       |
| Rouyidan Dar Bad               | Rahbar Ghanbari     | Iran                           |
| Golfa straume zem ledus kalna  | Jevgeņijs Paškevičs | Lettonia, Russia               |
| Krapec                         | Kiril Stankov       | Bulgaria                       |
| Junkhearts                     | Tinge Krishnan      | Regno Unito                    |
| Üksik saar                     | Peeter Simm         | Bielorussia, Estonia, Lettonia |
| Magnifica presenza             | Ferzan Özpetek      | Italia                         |
| Vuosaari                       | Aku Louhimies       | Finlandia                      |
| O Apóstolo                     | Fernando Cortizo    | Spagna                         |
| Poslednjaja skazka Rity        | Renata Litvinova    | Russia                         |
| The Door (Az ajtó?)            | István Szabó        | Ungheria                       |
| Orda                           | Andrej Proškin      | Russia                         |
| Ljudozder Vegetarijanac        | Branko Schmidt      | Croazia                        |

## Premi
- Giorgio d'Oro: Junkhearts, regia di Tinge Krishnan
- Premio Speciale della Giuria: Fecha de caducidad, regia di Kenya Márquez
- Giorgio d'Argento:
  - Miglior Regista: Andrej Proškin per Orda
  - Miglior Attore: Eddie Marsan per Junkhearts
  - Miglior Attrice: Roza Chajrullina per Orda
- Giorgio d'Argento per il Miglior Film nella Competizione Prospettiva: Wreckers, regia di Dictynna Hood
- Premio Speciale per un eccezionale contributo al mondo del cinema: Tim Burton
- Premio Stanislavskij: Catherine Deneuve